# Karel Klíč
Karel Václav Klíč, también escrito como Karl Klietsch (30 de mayo de 1841 - 16 de noviembre de 1926) fue un pintor, fotógrafo e ilustrador checo conocido por ser uno de los inventores del huecograbado.
Su padre era fotógrafo y con catorce años fue admitido en la Real Academia de Artes de Praga, gracias a su talento terminó sus estudios en 1862 y comenzó a trabajar como fotógrafo, caricaturista e ilustrador en Brno, Budapest y Viena. Siempre estuvo interesado en perfeccionar su técnica y la tecnología subyacente, lo que le permitió encontrar mejoras para el uso del cinc en fotografía y en los filtros empleados en la obtención de semitonos.
Partiendo de las investigaciones previas de Niepce y Daguerre en 1878 descubrió por casualidad un proceso que conduciría al huecograbado y que perfeccionó en 1880 cuando trabajaba en el Reino Unido. En 1895 creó la primera empresa de huecograbado en Lancaster con el nombre de Rembrandt Intaglio Printing Company.  